# Paral·lel
Paral·lel – stacja metra w Barcelonie, na linii 2 i 3. Stacja została otwarta w 1970.